# Січуейт (переписна місцевість, Массачусетс)
Січуейт (англ. Scituate) — переписна місцевість (CDP) в США, в окрузі Плімут штату Массачусетс. Населення — 5620 осіб (2020).

## Географія
Січуейт розташований за координатами 42°10′49″ пн. ш. 70°44′4″ зх. д. / 42.18028° пн. ш. 70.73444° зх. д. (42.180292, -70.734385).  За даними Бюро перепису населення США в 2010 році переписна місцевість мала площу 12,72 км², з яких 11,12 км² — суходіл та 1,60 км² — водойми.

## Демографія
Згідно з переписом 2010 року, у переписній місцевості мешкало 5245 осіб у 2138 домогосподарствах у складі 1417 родин. Густота населення становила 412 осіб/км².  Було 2338 помешкань (184/км²).
Расовий склад населення:
| - 96,1 % — білих - 0,8 % — чорних або афроамериканців - 0,8 % — азіатів - 0,1 % — корінних американців - 1,4 % — осіб інших рас |

До двох чи більше рас належало 0,9 %. Частка іспаномовних становила 0,9 % від усіх жителів.
За віковим діапазоном населення розподілялося таким чином: 22,6 % — особи молодші 18 років, 57,1 % — особи у віці 18—64 років, 20,3 % — особи у віці 65 років та старші. Медіана віку мешканця становила 47,2 року. На 100 осіб жіночої статі у переписній місцевості припадало 89,2 чоловіків;  на 100 жінок у віці від 18 років та старших — 86,6 чоловіків також старших 18 років.
Середній дохід на одне домашнє господарство  становив 122 159 доларів США (медіана — 92 183), а середній дохід на одну сім'ю — 154 413 долари (медіана — 131 597). Медіана доходів становила 97 174 долари для чоловіків та 78 325 доларів для жінок. За межею бідності перебувало 4,0 % осіб, у тому числі 1,3 % дітей у віці до 18 років та 7,1 % осіб у віці 65 років та старших.
Цивільне працевлаштоване населення становило 2538 осіб. Основні галузі зайнятості: освіта, охорона здоров'я та соціальна допомога — 27,4 %, науковці, спеціалісти, менеджери — 16,3 %, роздрібна торгівля — 13,5 %.